# Плеханово (Новосибирская область)
Плеха́ново — деревня в Доволенском районе Новосибирской области России. Входит в состав Волчанского сельсовета.

## География
Площадь деревни — 48 гектар.

## История
В 1926 году деревня состояла из 223 хозяйств, основное население — русские. В административном отношении являлась центром Плехановского сельсовета Баклушевского района Барабинского округа Сибирского края.

## Население
| 1926 | 2002 | 2007 | 2010 |
| ---- | ---- | ---- | ---- |
| 1100 | ↘159 | ↗162 | ↘120 |

## Инфраструктура
В деревне по данным на 2007 год функционируют 1 учреждение здравоохранения, 1 образовательное учреждение.